# VfL 1907 Schneeberg
VfL 1907 Schneeberg was een Duitse voetbalclub uit Schneeberg, Saksen.

## Geschiedenis
De club werd opgericht in 1907 en was aangesloten bij de Midden-Duitse voetbalbond. De club speelde na de oorlog in de competitie van het Ertsgebergte, dat als tweede klasse fungeerde onder de Kreisliga Mittelsachsen. In 1922 werd de club groepswinnaar en nam aan de promotie-eindronde deel, maar werd hierin derde. Vanaf 1923/24 werd de competitie opnieuw verheven tot hoogste klasse en de club werd zo tien jaar na stadsrivaal Concordia kampioen. VfL plaatste zich zo voor de Midden-Duitse eindronde en verloor meteen met 14:1 van Zwickauer SC. In 1925 werd de club nog vicekampioen en werd hierna overgeheveld naar de competitie van West-Saksen. Omdat deze competitie als een stuk sterker beschouwd werd mocht de club niet in de hoogste klasse aantreden, maar in de tweede klasse. De club slaagde er wel na één seizoen in om promotie af te dwingen. De club eindigde de volgende jaren in de middenmoot en degradeerde in 1930. De club slaagde er niet meer in terug te keren. 
Na de Tweede Wereldoorlog werden alle Duitse voetbalclubs ontbonden. De club werd niet meer heropgericht.

## Erelijst
Kampioen van het Ertsgebergte 
1924